# Biserica Sfântul Nicolae din Fântânele, Sibiu

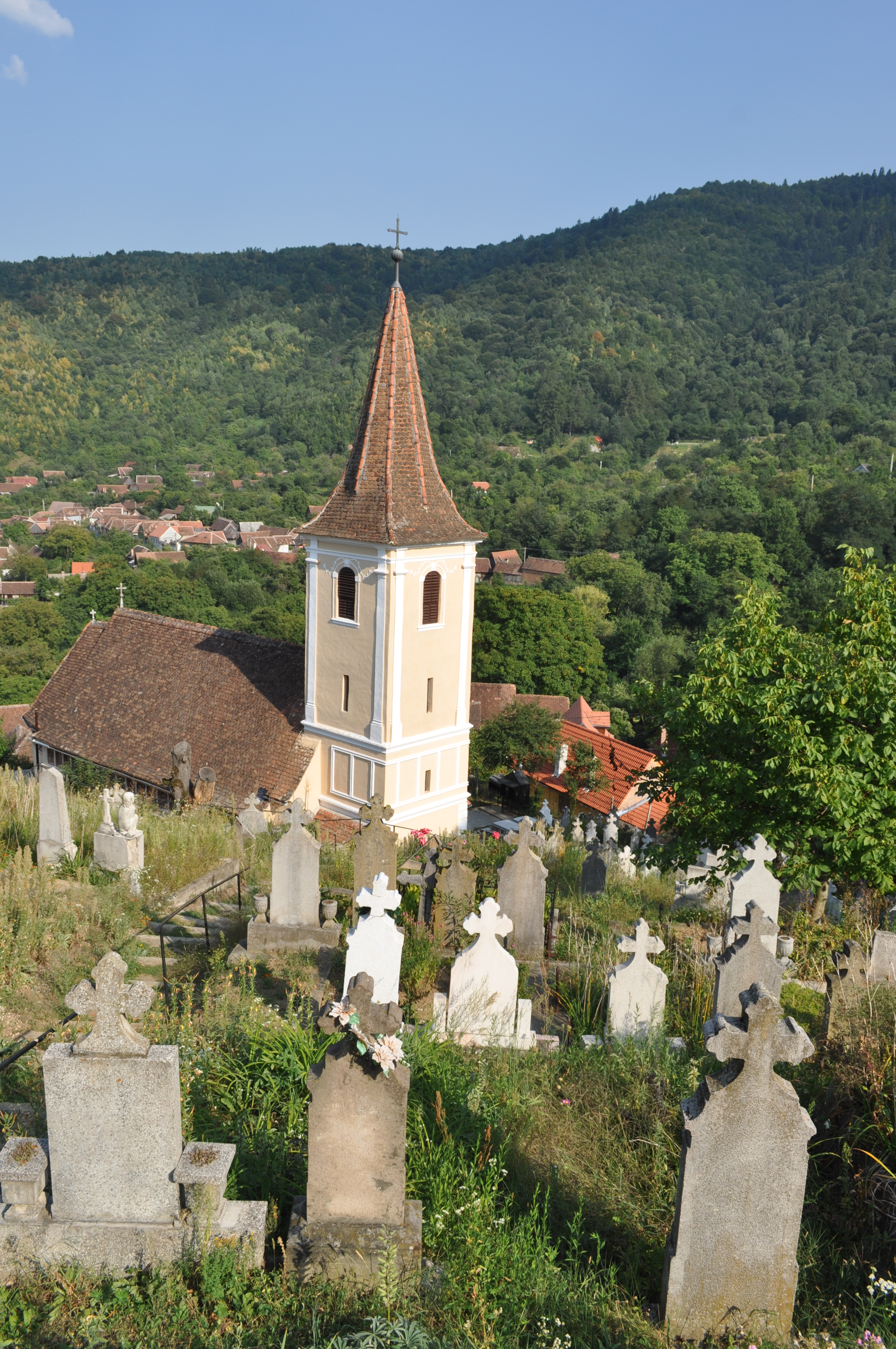
Biserica „Sfântul Nicolae” din Fântânele, județul Sibiu, foto: august 2011.

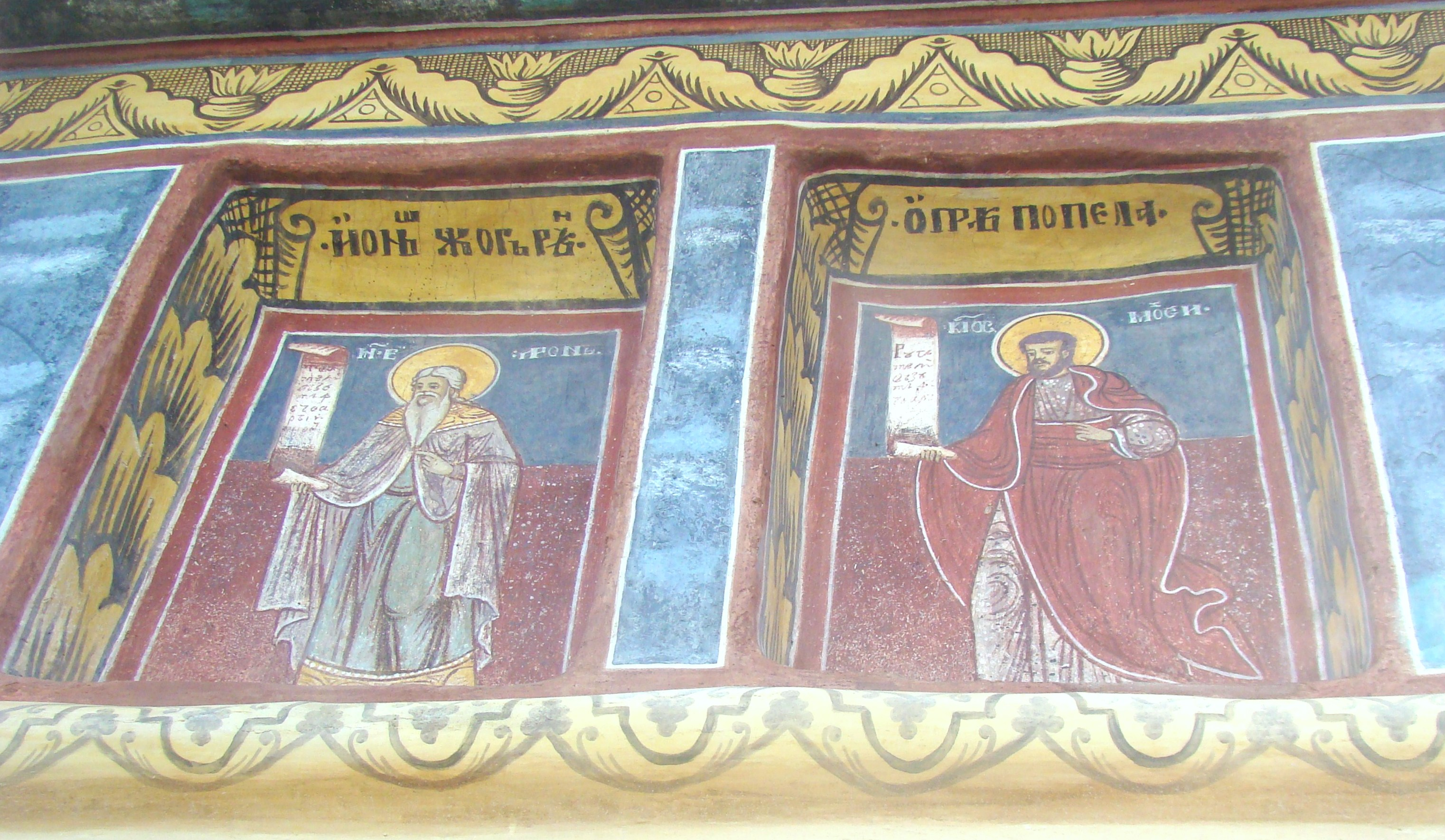
Pictura exterioară

Biserica „Sfântul Nicolae” din Fântânele, județul Sibiu, a fost construită în anul 1771. Lăcașul de cult figurează pe lista monumentelor istorice 2010, cod LMI SB-II-m-B-12387.

## Istoric și trăsături
A fost ctitorită în 1771 în stil navă cu absidă la altar. Materialele folosite sunt piatra și cărămida. În 1794 a fost ridicată turla în stil baroc, cu binecuvântarea episcopului ortodox Gherasim Adamovici. Lucrări de reparații și amenajări exterioare au fost făcute în anii 1968, 1978, 1993, 2007, 2010 și 2023 (lucrare făcută de Ambulanța Monumentelor). În 1983 a fost resfințită de către episcopul-vicar Lucian Făgărășanul. 
Pictura în fresco a fost realizată în două etape diferite de către pictorii din Rășinari Stan Zugravul, Ioan și Vasile Munteanu (ucenici ai lui Stan). În prima etapă, în anul 1771, a fost realizată cea mai mare parte a picturii interioare și exterioare. În a doua etapă, în anul 1995, s-a pictat exonartexul și o mare parte din ocnițele de pe brâul superior al navei. 
În anul 1968 s-a realizat, de către pictorul Ștefănescu, spălarea și consolidarea picturii interioare, sub păstorirea preotului Mogoș Simion.

## Imagini

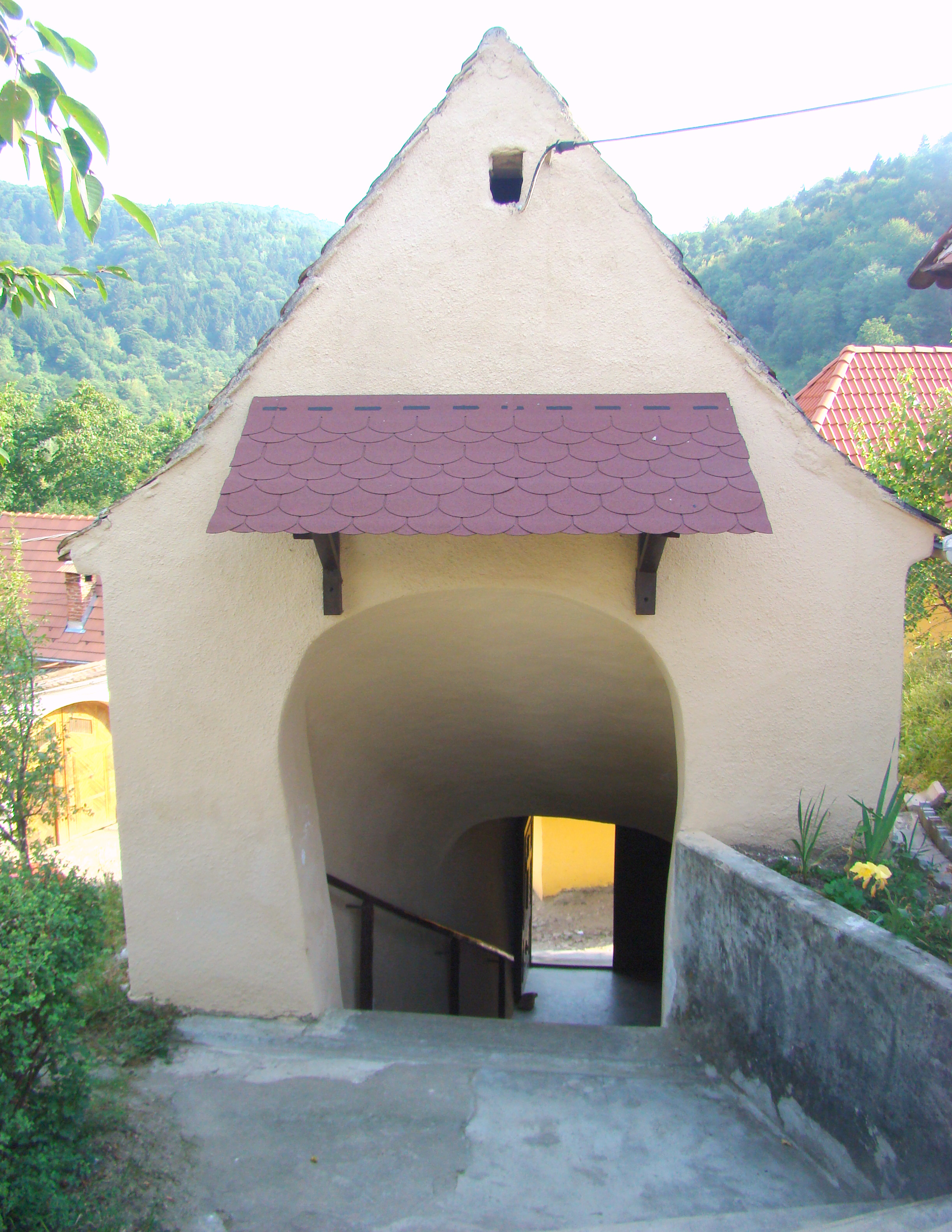
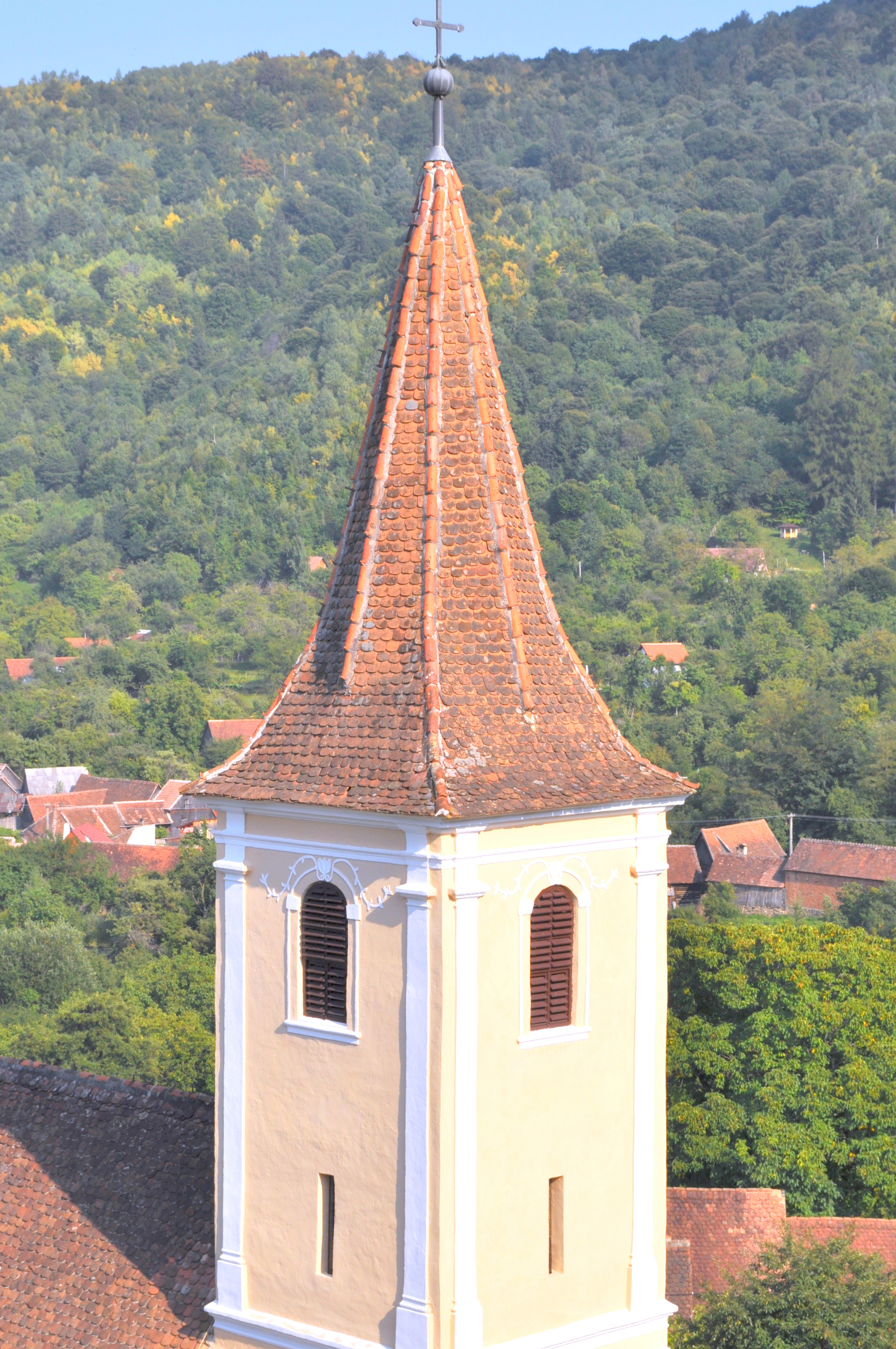
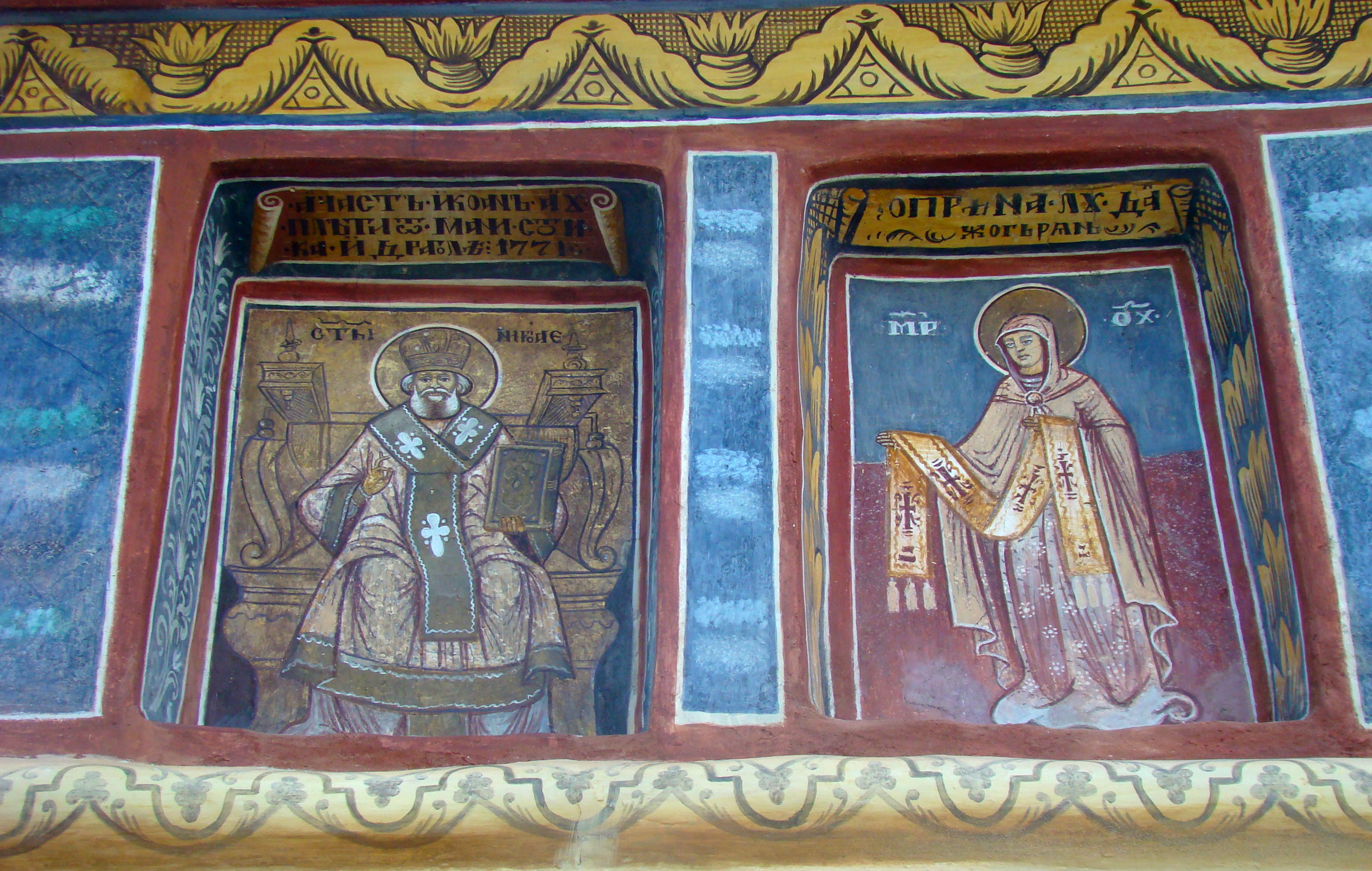
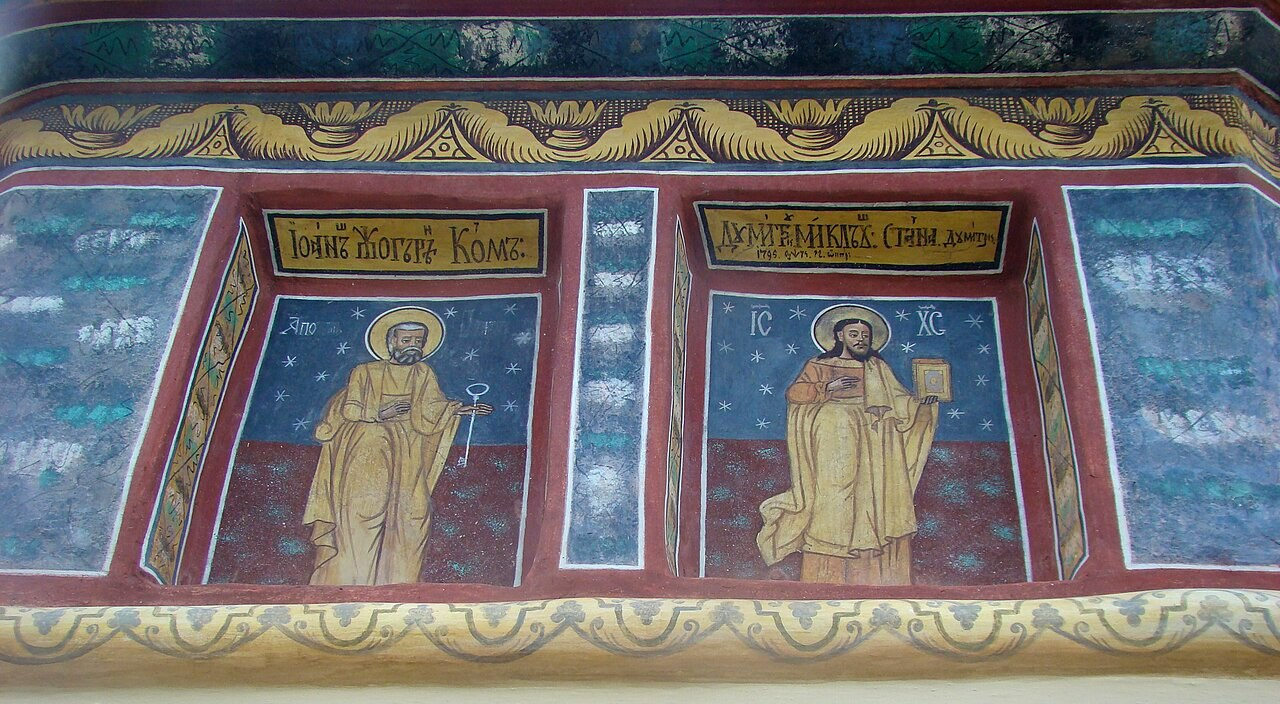
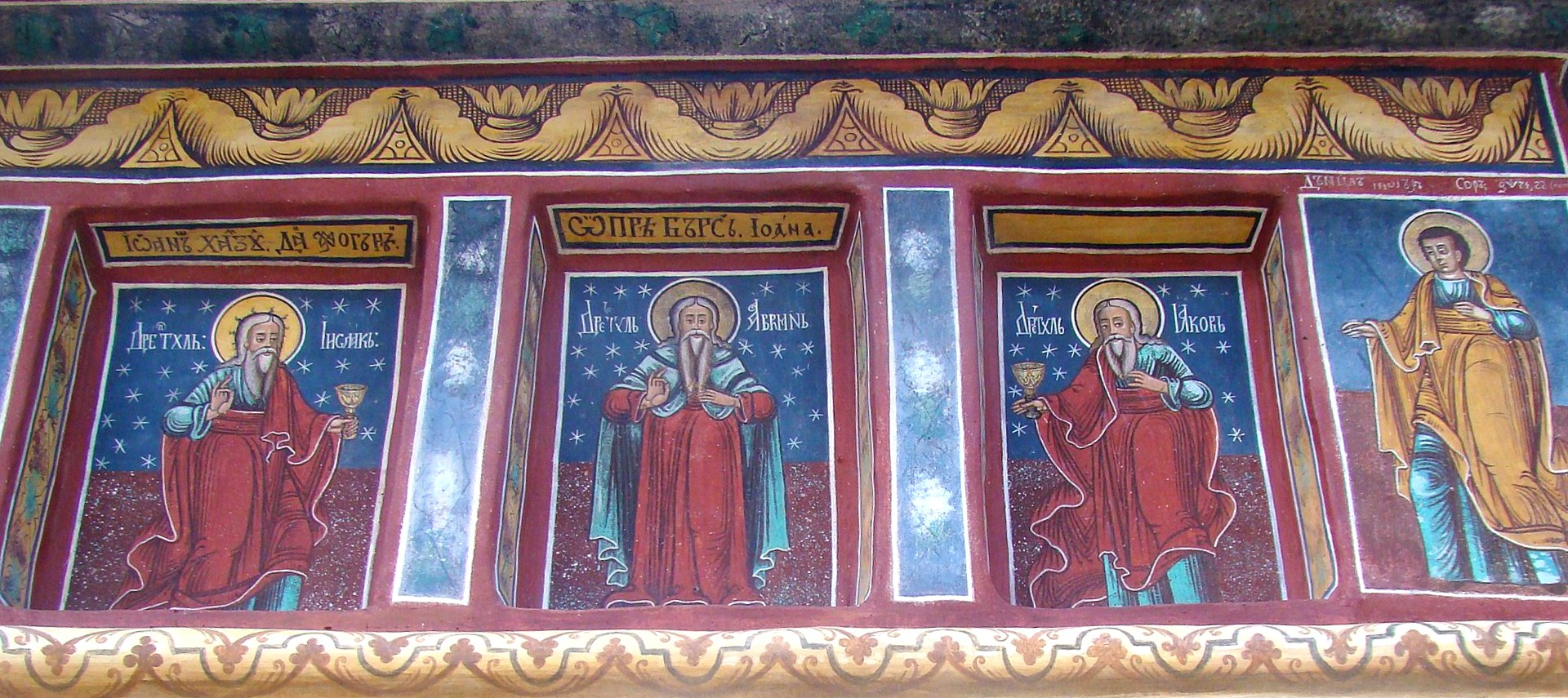
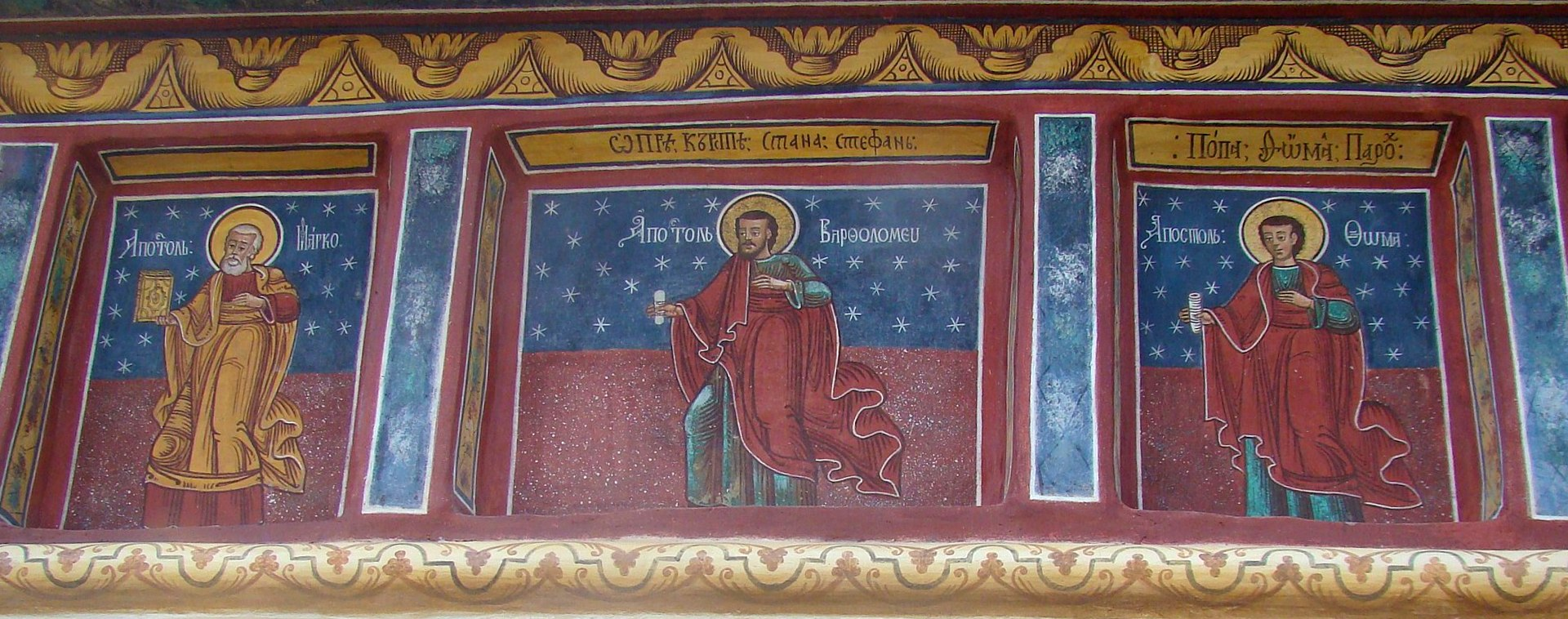
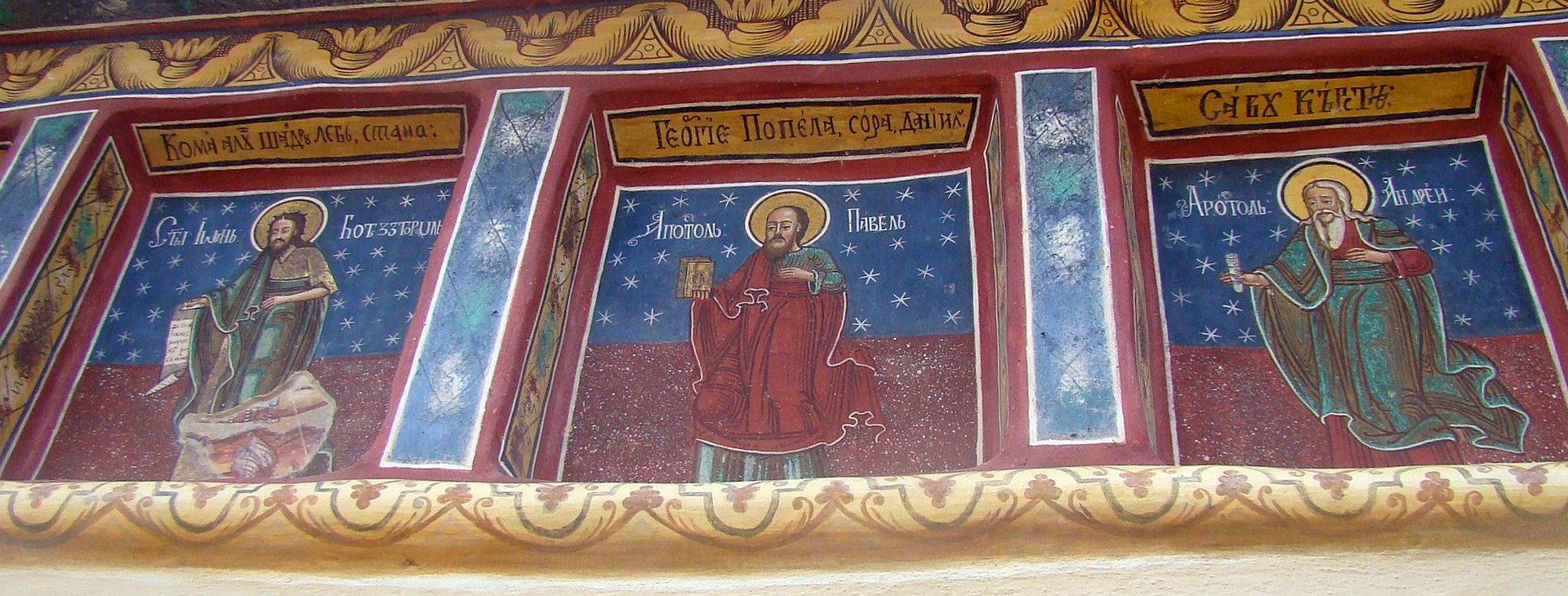
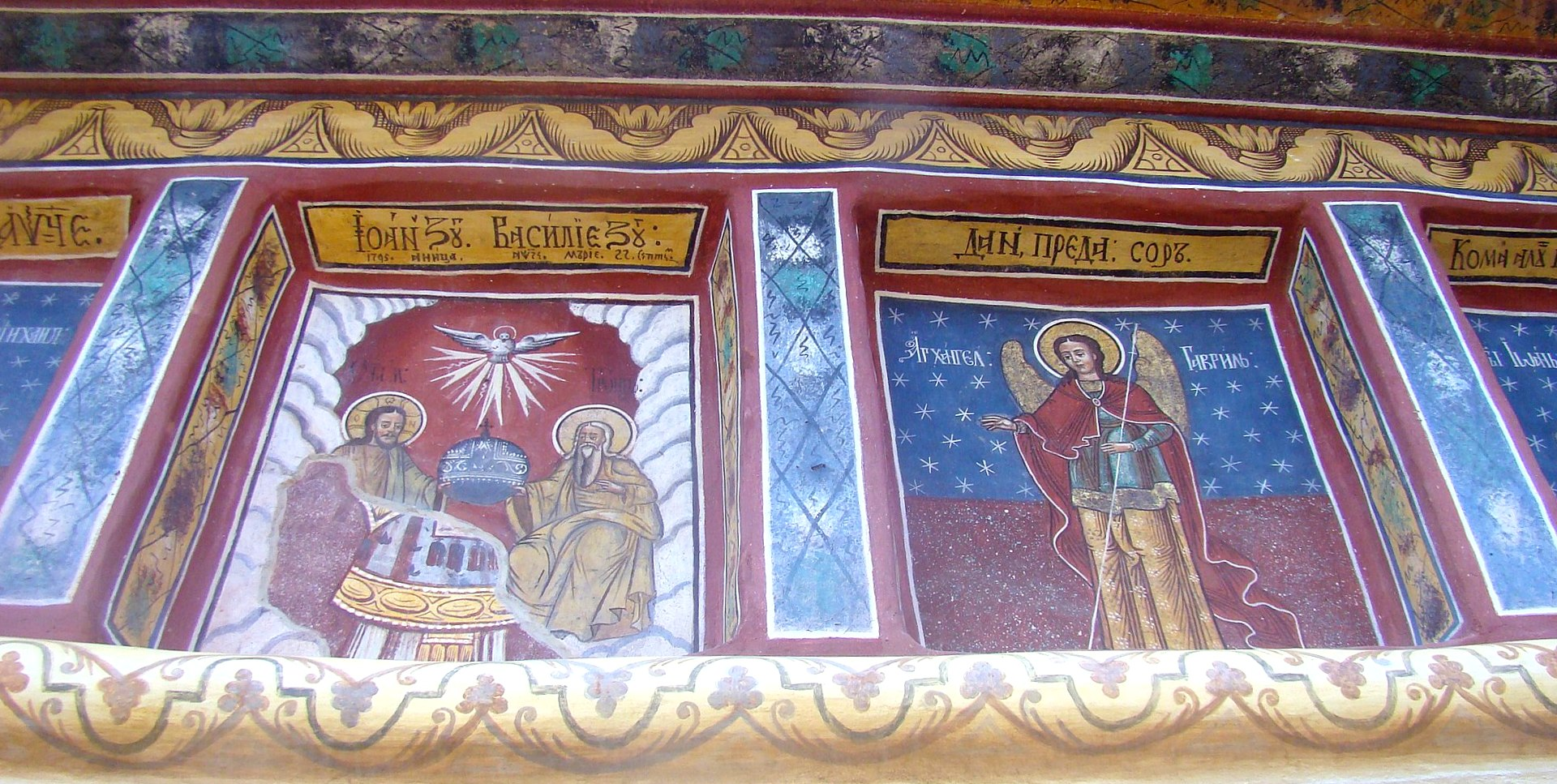
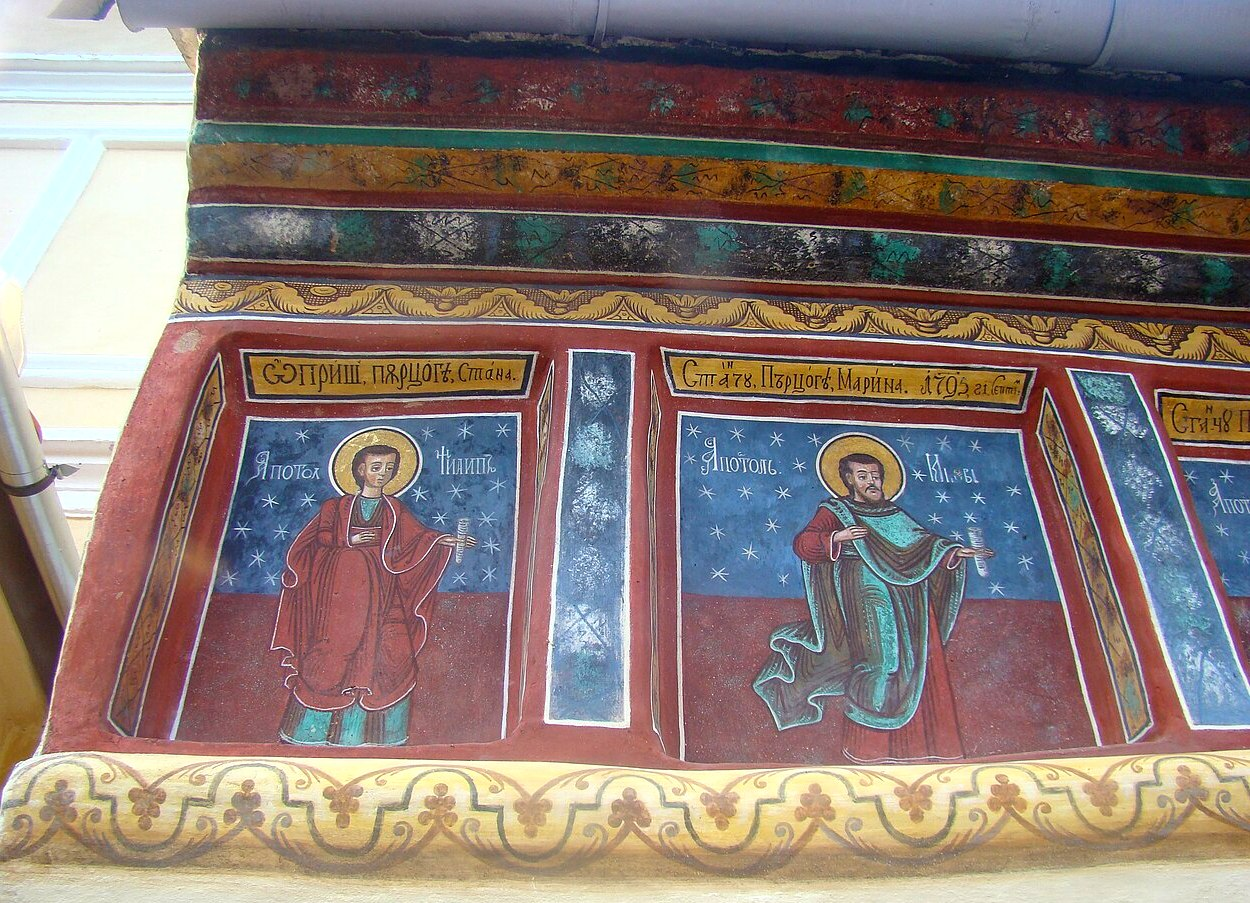
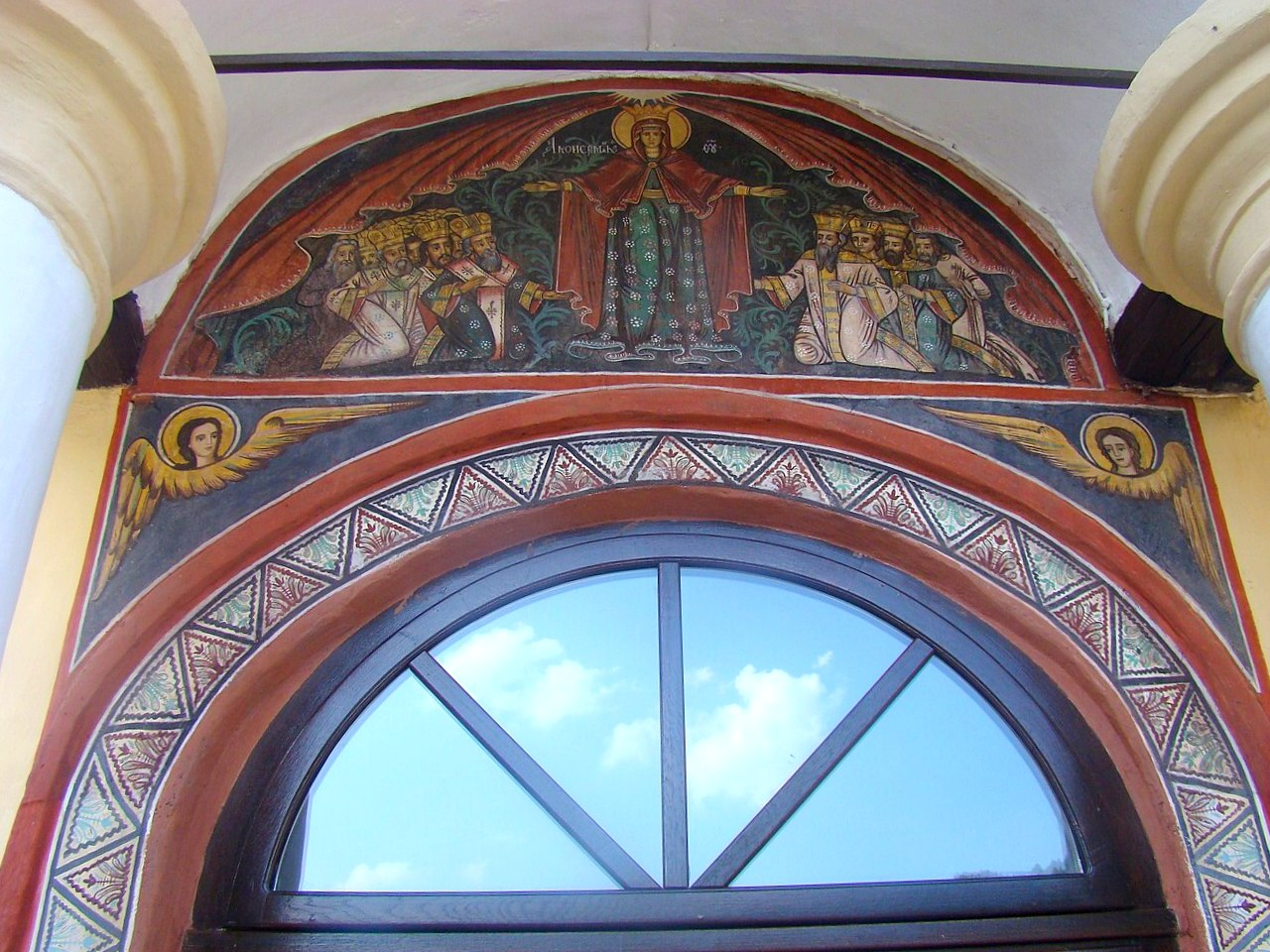
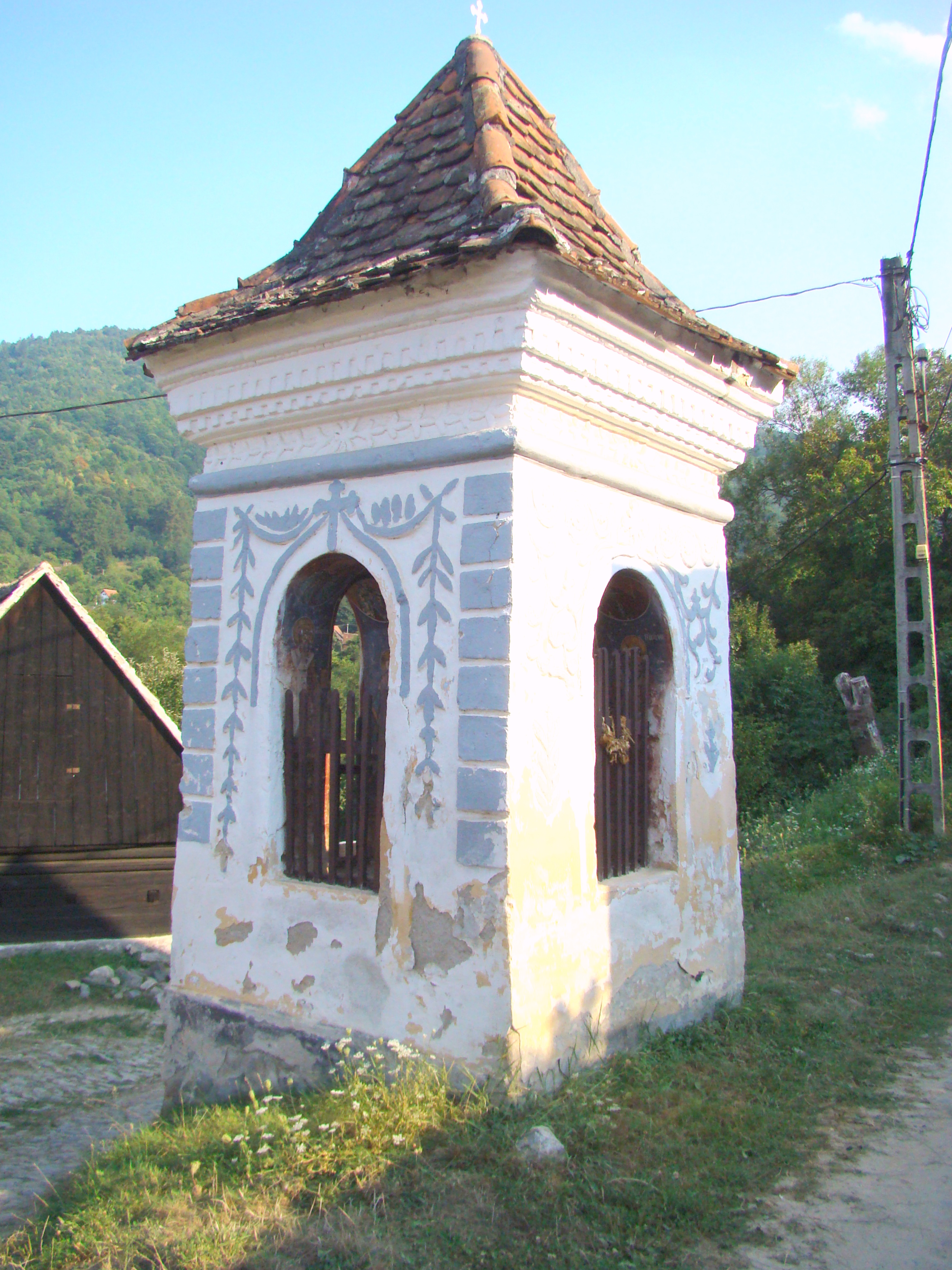
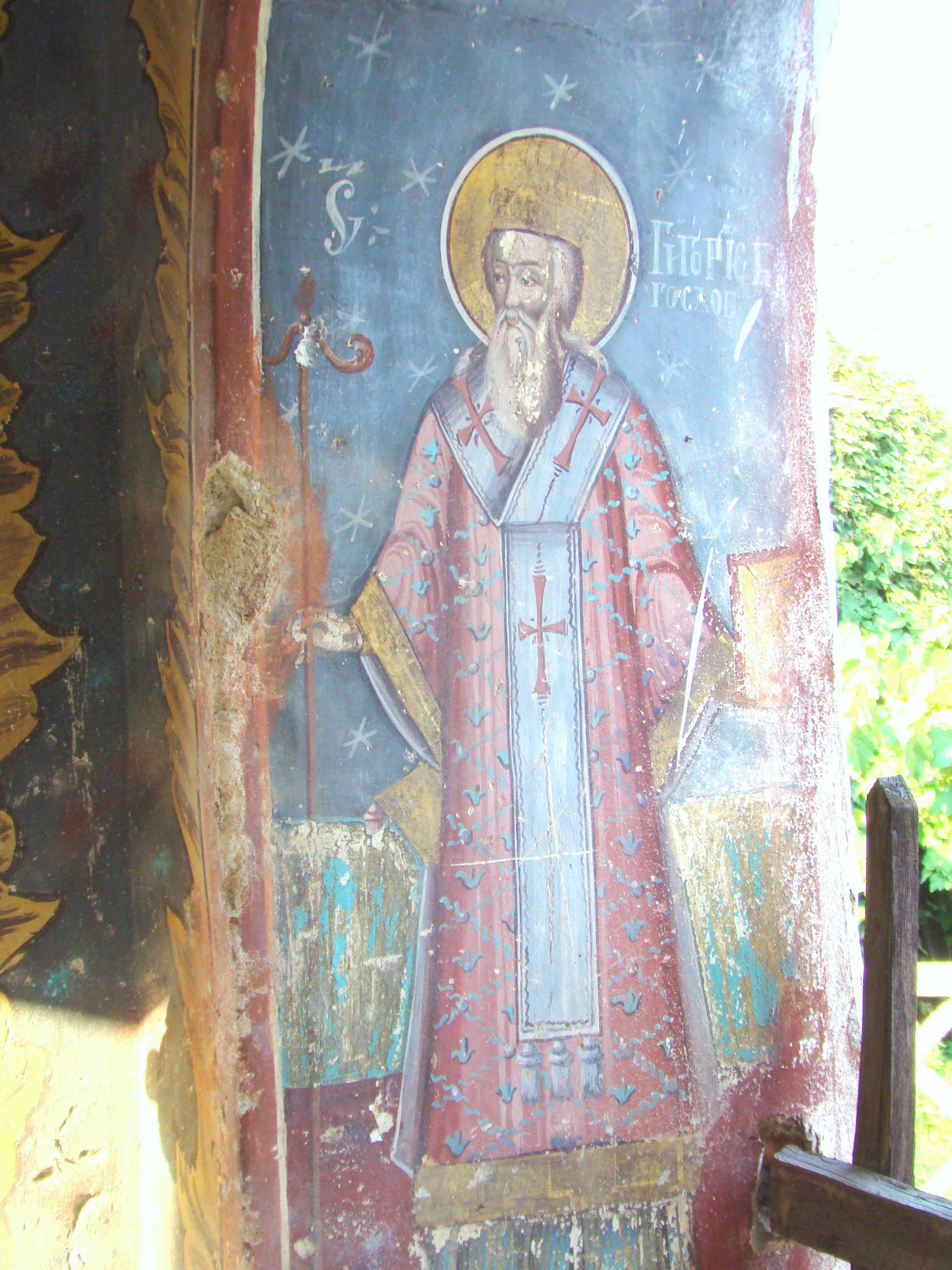
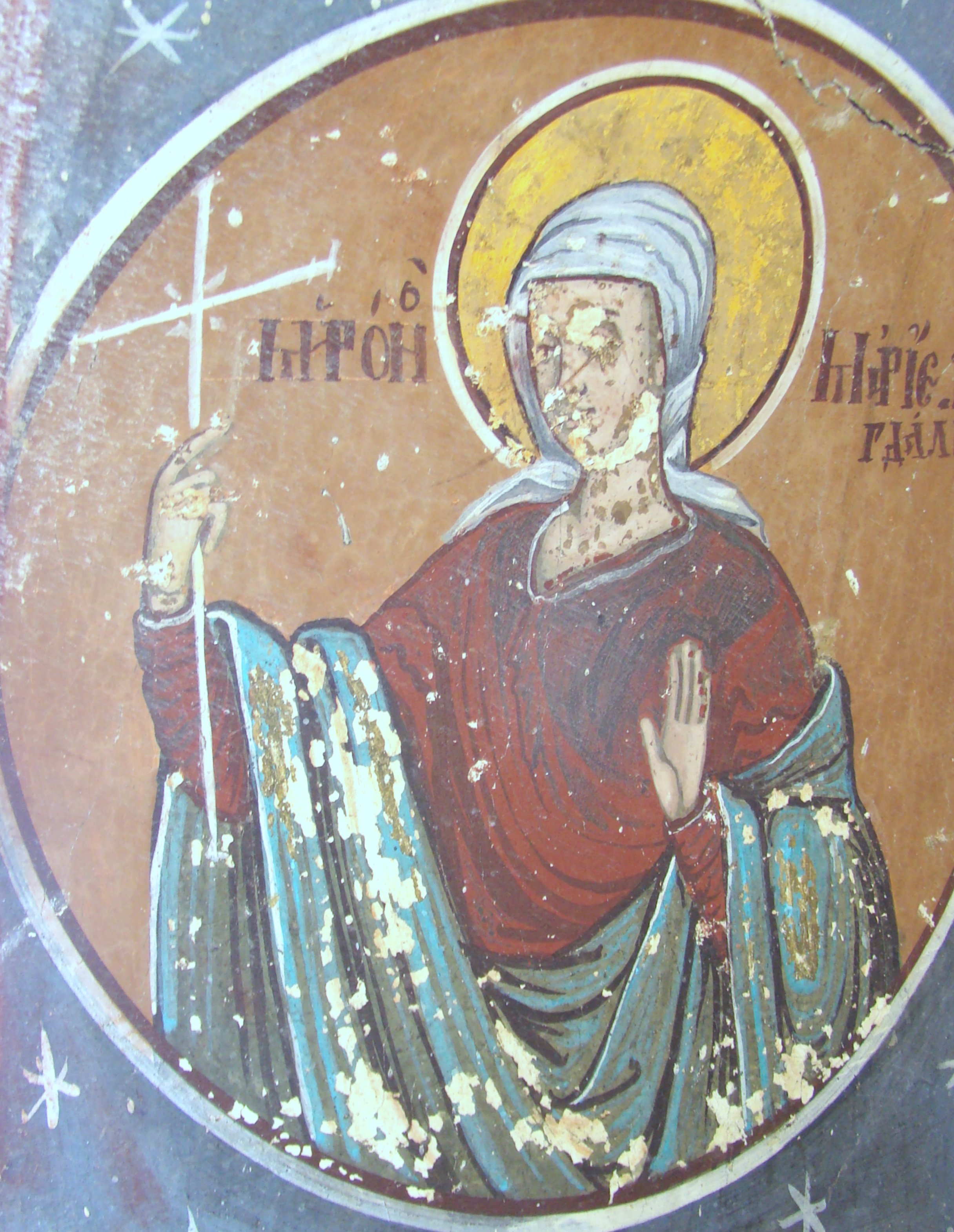
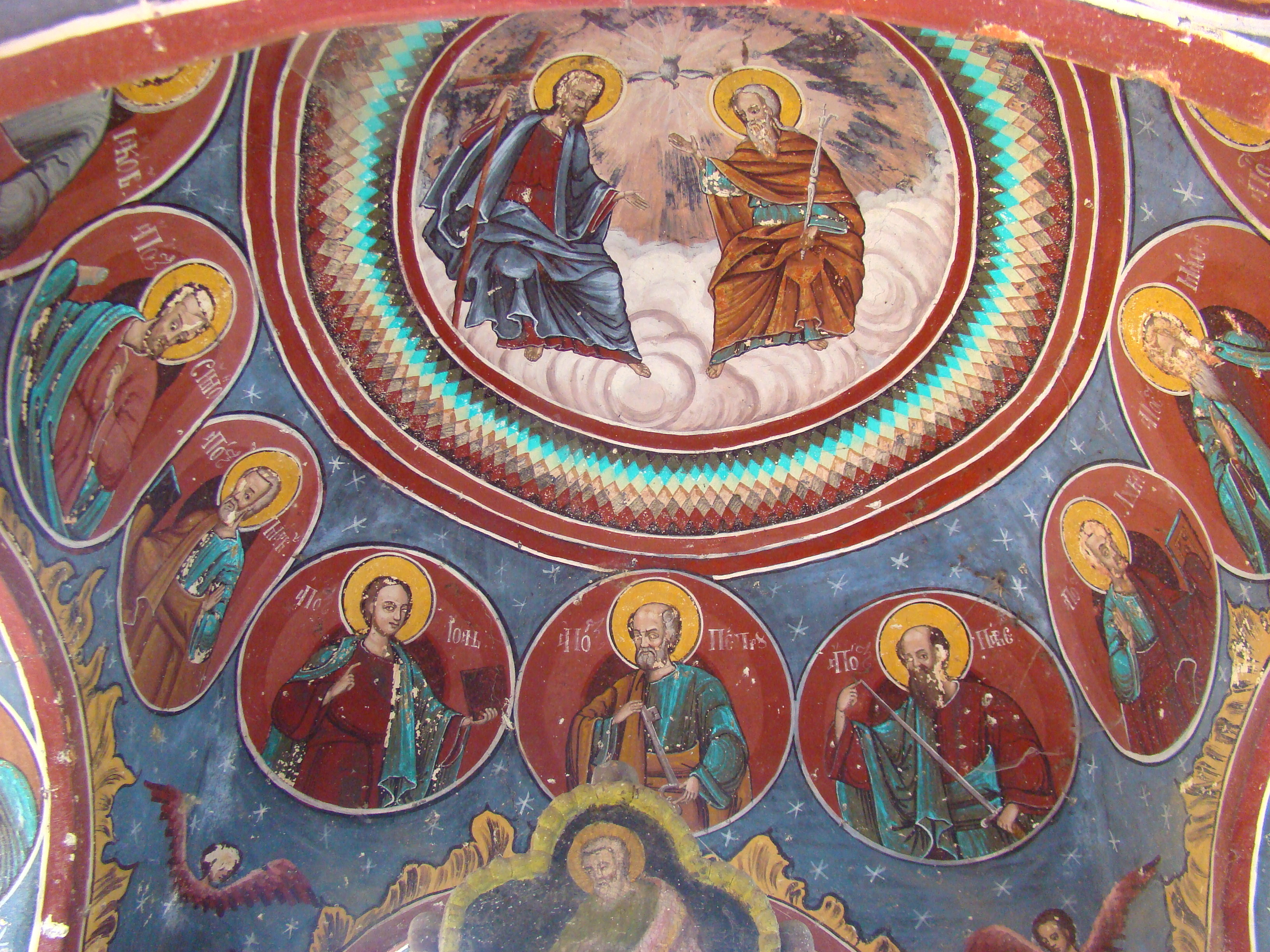
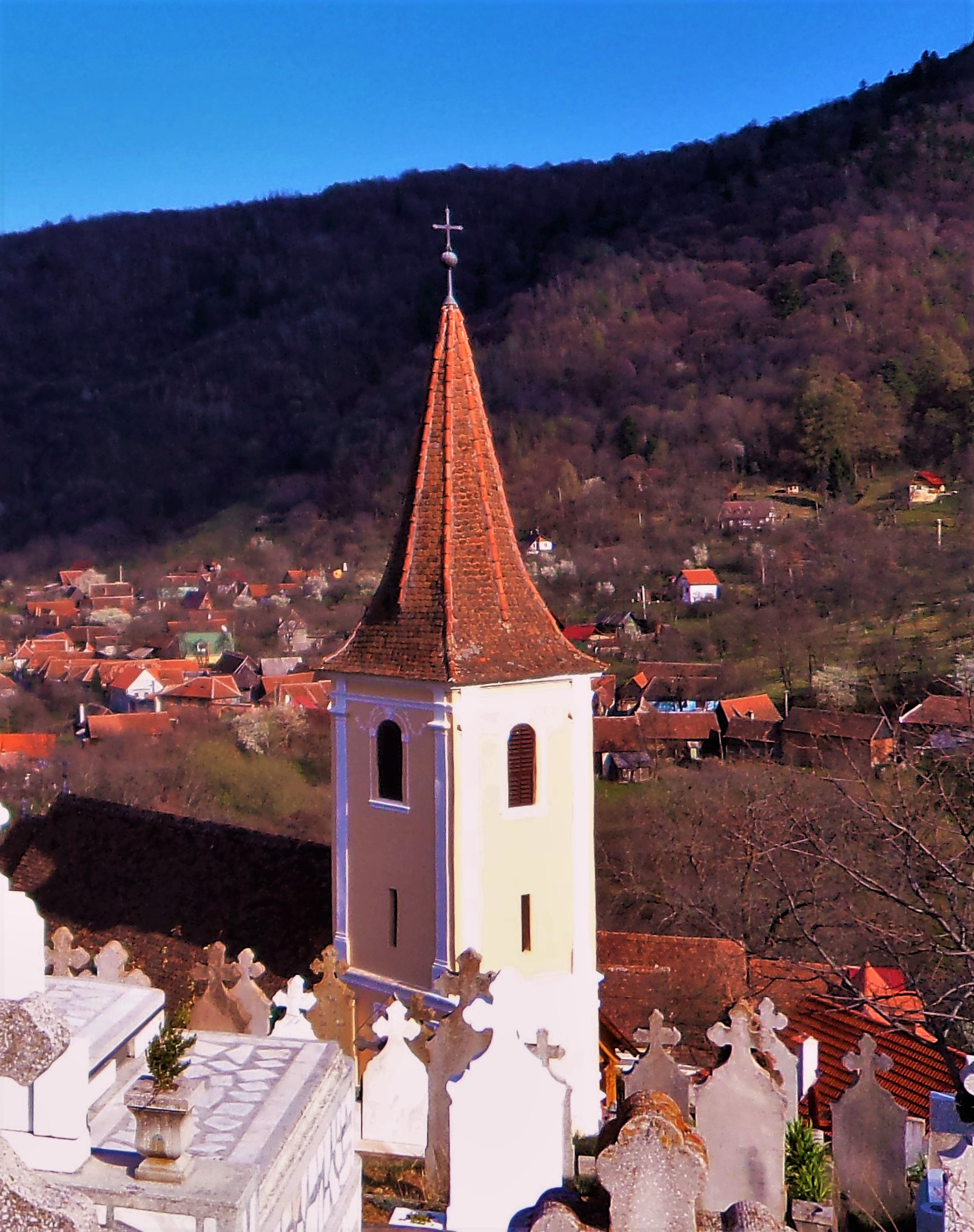
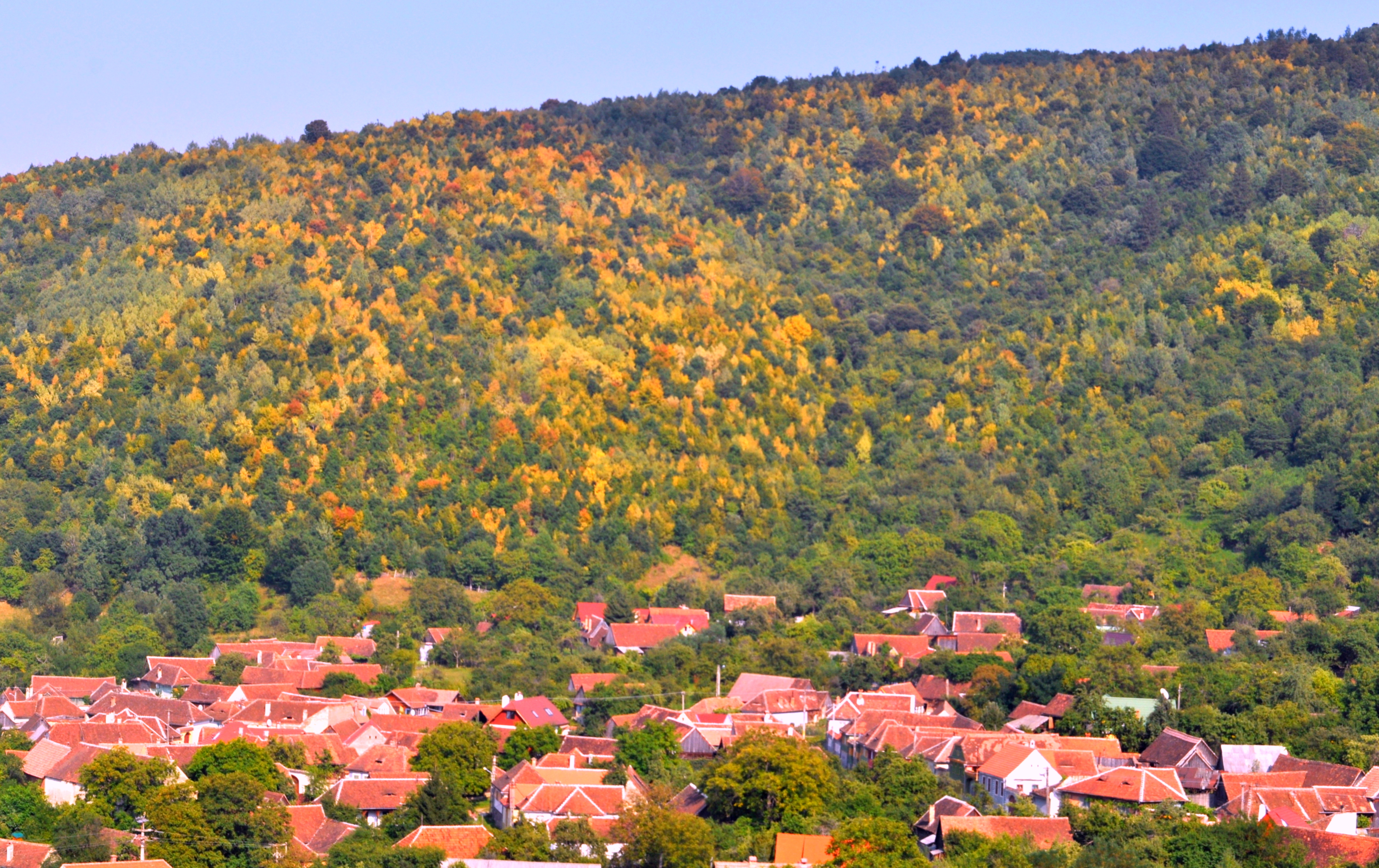
Împrejurimi